# Heptagenia townesi
Heptagenia townesi är en dagsländeart som beskrevs av Jay R. Traver 1935. Heptagenia townesi ingår i släktet Heptagenia och familjen forsdagsländor. Inga underarter finns listade i Catalogue of Life.